# Estación de Rothenburg
La estación de Rothenburg es una estación ferroviaria de la comuna suiza de Rothenburg, en el Cantón de Lucerna.

## Historia y situación
La estación de Rothenburg Dorf fue inaugurada en el año 1856 con la puesta en servicio de la línea Olten - Lucerna por el Schweizerischen Centralbahn (SCB). En 1902 la compañía pasaría a ser absorbida por SBB-CFF-FFS.
Se encuentra ubicada en una zona industrial situada en las afueras de Rothenburg, a 2 kilómetros del centro urbano, aunque en la comuna existe otra estación más céntrica, Rothenburg Dorf, situada en la zona sur de la localidad. Cuenta con dos andenes laterales a los que acceden dos vías pasantes. Además, cuenta con otra vía pasante más, varias vías muertas y numerosas derivaciones a industrias, especialmente en la salida de la estación hacia Olten.
En términos ferroviarios, la estación se sitúa en la línea Olten - Lucerna. Sus dependencias ferroviarias colaterales son la estación de Sempach-Neuenkirch hacia Olten y la estación de Rothenburg Dorf en dirección Lucerna.

## Servicios ferroviarios
Los servicios ferroviarios de esta estación están prestados por SBB-CFF-FFS.

### S-Bahn Lucerna
Por la estación pasa una línea de la red de trenes de cercanías S-Bahn Lucerna.
- S 18 Lucerna - Emmenbrücke - Sempach-Neuenkirch - Sursee.